# Hanitra Rasoanaivo
Hanitra Rasoanaivo est une artiste et musicienne malgache, connue pour son rôle de leader et auteure-compositrice du groupe Tarika. Elle est une figure emblématique de la scène musicale malgache et a dirigé l’un des groupes les plus actifs sur le circuit de la musique du monde dans les années 1990.
Rasoanaivo a abordé des sujets controversés[Lesquels ?] et stimulants[non neutre] dans sa musique, tels que la situation des femmes dans la société malgache, repoussant ainsi les limites[Lesquelles ?] de la musique traditionnelle malgache.
En plus de sa carrière musicale, Rasoanaivo est une activiste vouée à la promotion de la biodiversité culturelle et environnementale unique de Madagascar.
Rasoanaivo, a été fortement influencée par les musiques traditionnelles des différentes régions de Madagascar. Elle a évolué pour créer un mélange unique et moderne à partir de ces musiques traditionnelles, mettant en avant des instruments locaux[Lesquels ?] joués de manière innovante[En quoi ?].

## Biographie
Hanitra Rasoanaivo est la fondatrice du groupe Tarika créé en 1991 et rebaptisé Tarika be en 2005.
Pour mieux apporter la voix des Malgaches, elle s'est présentée aux legislative de 2013  mais a échoué.Puis, elle créé le 11 et 12 septembre 2015, le festival "tana culture fest" qui a au programmes : musique, danse, theatre, instruments musicaux, jeu de stratégie malagasy(katro) et le kabary. Ce festival a eu comme but de promouvoir la jeunesse dans tout ce su'il peut et aide pour vivre en société dans un environnement respectant les valeurs coutumière 
Ambassadrice culturelle de Madagascar à l'étranger, Hanitra Rasoanaivo compose pour des théâtres .Elle a fait revivre une scène de musique de Fartein Valen 1887-1952 , en 2003, 
En 2007, du 5 au 25 novembre ,elle a fait un tourné avec Alain Kamal Martial, 
Elle a fondé l'association OP 500 Environnement et société, en 2018

## Concerts
10 septembre 2001: le groupe tarika fait un concert à New york
en 2007: le groupe a fait des concerts de présentation à Madagascar, Maurice, Bornéo , suisse 

## Media
- Hanitra Rasoanaivo Biographie